# Tijesna koža
Tijesna koža (sh. Tesna koža) jugoslavenska je komedija iz 1982. To je prvi film iz serijala filmova Tesna koža.

## Radnja
Referent Mita se svakodnevno suočava s gužvom u kući i na poslu. U pretrpanom stanu svatko traži svoje mjesto pod Suncem. Iskrice sijevaju sa svih strana, a njegova mala plaća je nedovoljna za sve obiteljske potrebe i zahtjeve. Najmlađeg sina mu muči škola i snovi o rabljenoj "Hondi", dok mu je stariji sin vječni apsolvent astronomije, a kći diplomirana pravnica koji bezuspješno traga za poslom. Miti je na poslu sve gore, pa mu je sportska prognoza posljednja slamka za koju se hvata u nadi kako bi mu mogla pomoći izvući se iz vlastite kože koja mu postaje sve tjesnija.

## Glavne uloge
- Nikola Simić kao Dimitrije Mita Pantić
- Ružica Sokić kao Persida Pantić
- Milan Gutović kao Srećko Šojić
- Irfan Mensur kao Japanac
- Rahela Ferari kao Mitina majka
- Lepa Brena kao Lepa Brena
- Jelica Sretenović kao Suzana
- Danica Maksimović kao Mira
- Gojko Baletić kao Branko

## Vanjske poveznice
- Tijesna koža u internetskoj bazi filmova IMDb-a
- nesto malo o filmu
- New York Times o filmu  Arhivirana inačica izvorne stranice od 12. listopada 2003. (Wayback Machine)
- MSN Entertainment o filmu[neaktivna poveznica]